# The Pirate Bay
The Pirate Bay (häufig abgekürzt: TPB, englisch für „Die Piratenbucht“) ist ein web-basierter Indizierer für digitale Inhalte, bei dem Besucher Magnet-Links und früher auch .torrent-Dateien finden, herunterladen und hinzufügen können, um einen Peer-to-Peer-Dateiaustausch via BitTorrent zwischen den Nutzern aufbauen zu können.
Die Website wurde 2003 in Schweden gegründet. 2009 wurden die Gründer wegen Beihilfe zu Urheberrechtsverletzungen schuldig gesprochen. In einigen Ländern wurde Internetdienstanbietern aufgetragen, den Zugang zur Website zu sperren.

## Geschichte

Cartoon auf der Hauptseite von TPB, der Kritik an der Medienindustrie übt

Laut eigenen Aussagen kann sich Peter Sunde nicht mehr an das eigentliche Gründerteam von The Pirate Bay erinnern. "Wir waren eine Gruppe von Leuten und befanden uns in einem IRC-Kanal. Es gab Hacker, Philosophen, Ingenieure, alles, was man sich vorstellen kann. Wir waren uns nicht einig; wir waren uns nur einig, dass das Internet interessant ist, dass es Spaß macht und dass wir nicht zulassen können, dass Unternehmen entscheiden, was passiert. Wir wissen also nicht wirklich, wer The Pirate Bay gegründet hat. Es war eine Art Gruppenarbeit. Wir wissen nicht wirklich, wer dieses Thema ins Leben gerufen hat, um es überhaupt zu diskutieren. Wir wissen auch nicht mehr, wer das Logo entworfen hat."
Das Projekt wurde am 10. August 2003 von der schwedischen Anti-Copyright-Organisation Piratbyrån (schwedisch: das Piratenbüro) gegründet. Der Tracker erfuhr unerwartet hohe Beliebtheit, so dass TPB seit Oktober 2004 eine separate Organisation ist. Der Tracker wurde bis 2007 mit einer selbstentwickelten Software namens Hypercube betrieben, seitdem mit der freien Software opentracker.
Ein BitTorrent-Tracker nimmt selbst nicht direkt am Tausch von Dateien teil, sondern hilft nur den Anbietern und Nachfragern bestimmter Dateien (Peers), sich gegenseitig zu finden. Auch ein BitTorrent-Index stellt selbst keine zu tauschenden Daten zur Verfügung, sondern lediglich Informationen zu diesen in Form von .torrent-Dateien, anhand derer die Teilnahme am Tausch bestimmter Dateien initialisiert werden kann. Dem schwedischen Urheberrecht zufolge konnte TPB, da sie als Tracker selbst keine urheberrechtlich geschützten Dateien anbietet, daher nicht belangt werden. Der Pirate-Bay-Tracker war 2009 der größte BitTorrent-Tracker der Welt, zwischenzeitlich war die Website auf Platz 76 der weltweit meistbesuchten Seiten.
Anfangs war The Pirate Bay nicht für Besucher außerhalb Schwedens gedacht. Die Seite war vollkommen auf Schwedisch, ohne jegliche Übersetzungen. Da aber zur gleichen Zeit ein spanischer Torrent Tracker vom Netz genommen wurde, haben viele Spanier nach einem Ersatz gesucht und sind dabei auf The Pirate Bay gestoßen. Die Seite wurde darauf mit spanischen Filmen, Musik und Büchern überflutet. Zu dieser Zeit war der am meisten heruntergeladene Torrent ein schwedischer Sprachkurs. „Ich glaube, wir haben damals erkannt, dass es sich um ein wichtiges Projekt handelt. Dann hatten wir auch die Idee, mit dem Konzept von Pirate Bay zu spielen und nicht den traditionellen Standards zu folgen, also schickten wir einen Brief an den schwedischen König, in dem wir sagten: ‚Schaut, wir fördern eure Sprache; vielleicht gebt ihr uns eine Medaille. Vielleicht ist es illegal, vielleicht ist es auch egal, aber so viele Leute in Spanien versuchen jetzt wegen uns, Schwedisch zu lernen, also sollten Sie uns einfach gratulieren und uns eine Medaille geben.‘ Die Leute waren richtig, richtig sauer auf uns, weil wir nervig waren und gleichzeitig recht hatten, und ich fand diese ganze Stimmung, die wir mit Pirate Bay hatten, einfach toll“, sagte Peter Sunde dazu in einem Interview.
Ein Verkauf des Webauftritts an die Firma Global Gaming Factory X (GGF) für 60 Millionen Kronen wurde angekündigt, jedoch blieben Finanzierung und Geschäftsmodell im Vorfeld des Verkaufs unklar. Die Aktien von GGF wurden jedoch einem Handelsstopp unterzogen, da gegen den GGF-Chef Hans Pandeya massive Vorwürfe des Verdachts des Insider-Handels laut wurden.
Am 28. Februar 2012 teilte The Pirate Bay auf seinem Blog mit, in Zukunft nur noch Magnet-Links zu verwenden, statt weiter Links auf .torrent-Dateien auf der Seite zu setzen. Die Verantwortlichen begründen ihren Schritt damit, Links auf .torrent-Dateien seien „eine Verschwendung an Ressourcen und unserer Zeit“ und sprechen vom „Ende einer Ära“. Magnet-Links seien unter anderem stabiler und sowohl für Pirate Bay als auch für die Nutzer einfacher zu handhaben.

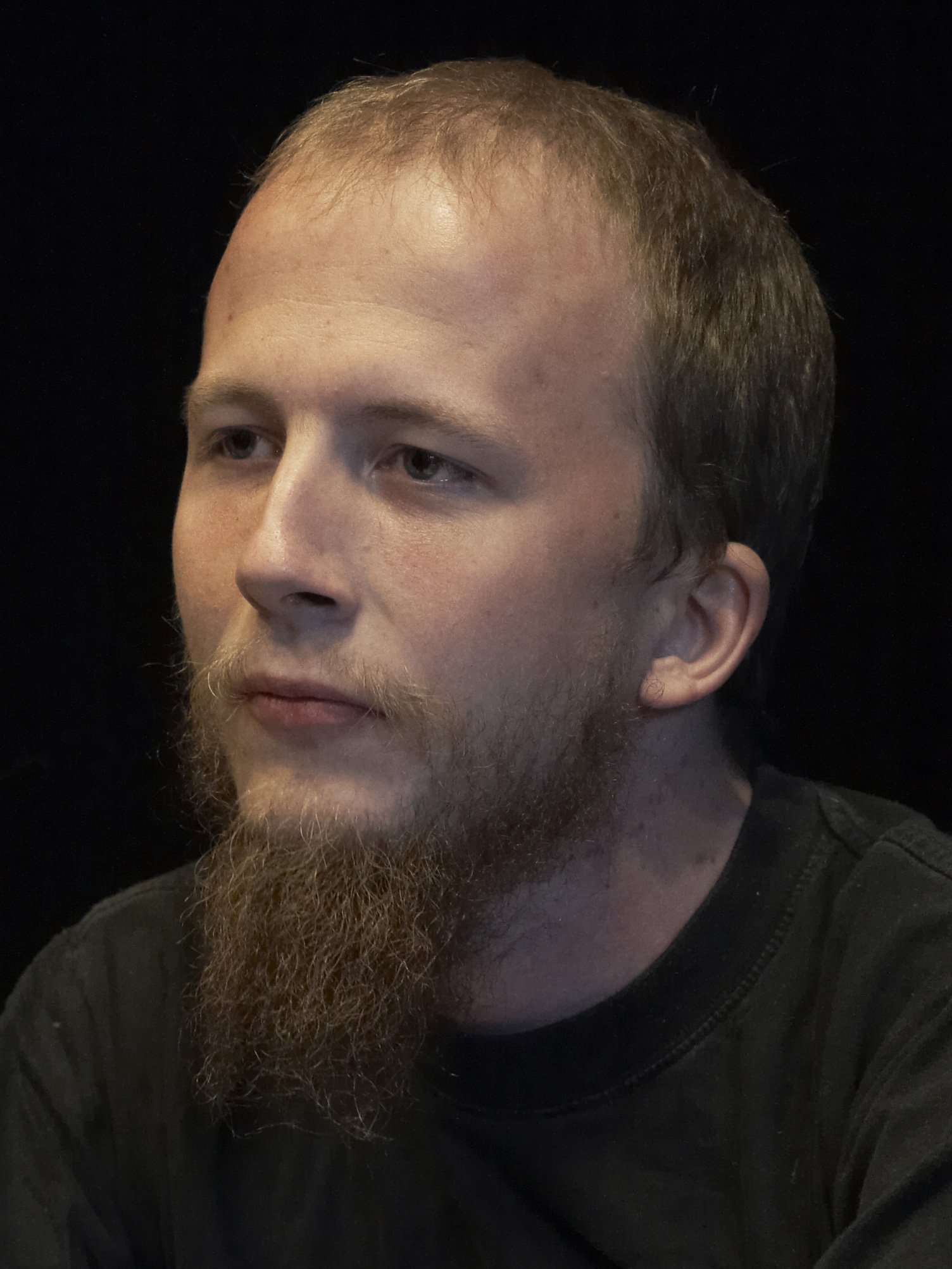
Gottfrid Svartholm, einer der Mitgründer von The Pirate Bay

Am 30. August 2012 wurde der Mitbegründer Gottfrid Svartholm auf Ersuchen der schwedischen Ermittlungsbehörden in Phnom Penh, Kambodscha verhaftet.
Am 30. April 2013 wechselte The Pirate Bay zur .sx-Domain der Karibikinsel Sint Maarten. Im Dezember desselben Jahres änderte die Website ihre Domain zu .ac der Insel Ascension, wenig später zu .pe für Peru, danach zu .gy für Guyana und nach nur einem Tag wieder zu .se für Schweden.
Am 9. Dezember 2014 wurden die Pirate-Bay-Server in Stockholm von der schwedischen Polizei beschlagnahmt. Die Website war dadurch über die Domain thepiratebay.se bis zum 21. Dezember 2014 nicht mehr erreichbar, bis zum 1. Februar zeigte sie nur einen Zeitstempel, der anzeigte, wie lange The Pirate Bay bereits offline ist. Allerdings wurde das alte Logo gegen ein neues ersetzt. Ab dem 18. April 2015 können sich nun wieder neue Nutzer registrieren. Um das Problem der Fake-Accounts sowie die Spam-Problematik wieder in den Griff zu bekommen, wurden tausende Accounts gelöscht.

## Juristische Gegenmaßnahmen

### Unabsichtliche Beschlagnahmung um 2005
The Pirate Bay war in der schwedischen Firma "PRQ", die von Gottfrid Svartholm gegründet wurde, gehostet. Die Firma war bekannt dafür Sachen zu hosten, die eher fragwürdig waren. Den ersten Ausfall hatte The Pirate Bay, als Server von Kavkaz Center beschlagnahmt wurden, einer tschetschenischen Rebellenbewegung. Dabei wurden unabsichtlich auch Server von The Pirate Bay offline genommen und beschlagnahmt. Daraufhin dachte sich The Pirate Bay, dass ihre Server wieder beschlagnahmt werden und veröffentlichte die genauen Koordinaten sowie ein Foto ihrer Server auf The Pirate Bay.

### Beschlagnahmung im Mai 2006
Am 31. Mai 2006 wurden die Pirate-Bay-Server von der schwedischen Polizei beschlagnahmt und drei Personen zum Verhör vorläufig festgenommen. Sie wurden jedoch im Laufe des Tages wieder auf freien Fuß gesetzt. In einem Interview gab „darknite“ von Piratbyrån bekannt, dass den drei Personen Verstoß gegen das Urheberrecht vorgeworfen werde.
Die Server befanden sich in einem Bankgebäude. Diese gelten nach schwedischem Gesetz als Schutzräume und unterliegen weitgehenden Schutzbestimmungen, welche zum Beispiel das Eindringen durch die Polizei nur unter genau definierten Bedingungen und Freigabebestimmungen erlaubt. Diese Schutzbestimmungen wurden bei der Aktion verletzt. Des Weiteren wurden bei der Beschlagnahmung nicht nur die trackerrelevanten Server vom Netz genommen, sondern auch die Server mit Informationsseiten sowie Server unbeteiligter Firmen und Vereine. Von einem der Beschuldigten, der laut eigener Aussage der juristische Berater von TPB ist, wurde eine DNA-Probe genommen. Kurz nach der Beschlagnahmung wurden die Videos der Überwachungskameras des Gebäudes auf der Video-Broadcasting-Plattform YouTube veröffentlicht.

„They didn’t know what they were doing.  They took mice, speakers from everyone, they arrested our lawyer which was kind of funny because they were asking which lawyers we want and when we asked – or when Gottfrid asked for his lawyer, they just said you can’t have him.  Then he said why can’t I have my lawyer?  Then had to agree that – or admit that he’s also arrested.  It was a very bizarre situation.“

Am 3. Juni 2006 war The Pirate Bay wieder online. Nach der Beschlagnahmung wurde der Server in den Niederlanden betrieben. Inzwischen wurde er wieder nach Schweden verlegt. Mehrere Backupserver, die weltweit aufgestellt werden sollen, sind in Planung. Nach der Beschlagnahmung folgte am 3. Juni eine Demonstration in Stockholm, auf der Vertreter des Piratbyrån sowie anderer Organisationen und Parteien Reden hielten, die sich vor allem gegen die schwedische Regierung richteten.
Wie sich später herausstellte, wurde die Schließung auf Verlangen der USA durchgeführt, die Handelssanktionen im Rahmen der WTO gegen Schweden androhten, falls die Server nicht abgeschaltet würden.
Als bekannt wurde, dass die USA Auslöser der Razzia waren, führten Unbekannte eine DDoS-Attacke gegen die schwedischen Polizeiserver aus.
Am 24. August 2006 wurde der erste Teil einer Serie von Filmen mit dem Namen Steal This Film auf ThePirateBay.org veröffentlicht, der die Beschlagnahmungen im Mai 2006 und deren Folgen dokumentiert.

### Urteil wegen Beihilfe zur Verletzung des Urheberrechts

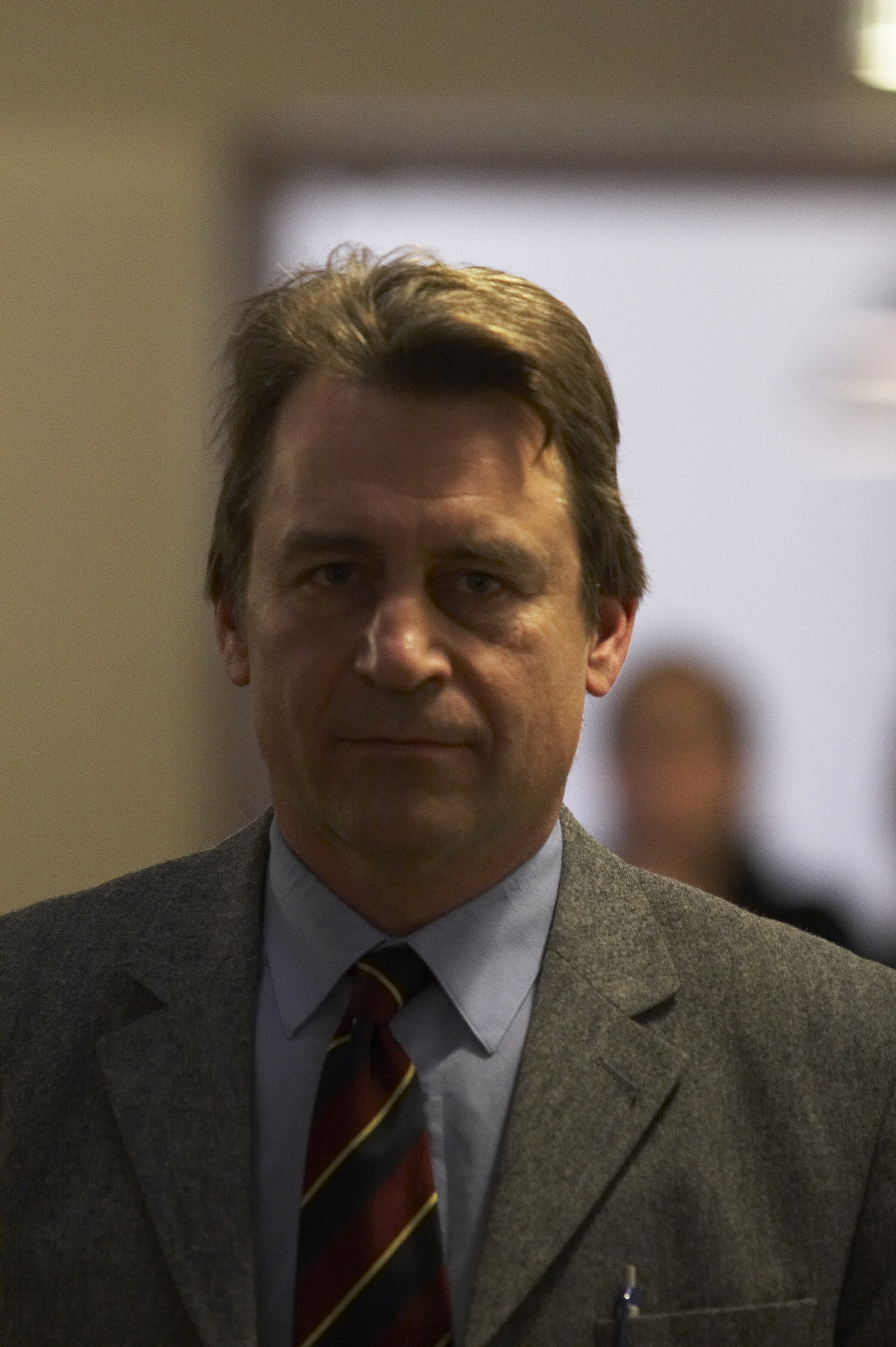
Carl Lundström, Erbe des Knäckebrot-Imperiums Wasabröd, einer der wichtigsten Finanzierer von The Pirate Bay

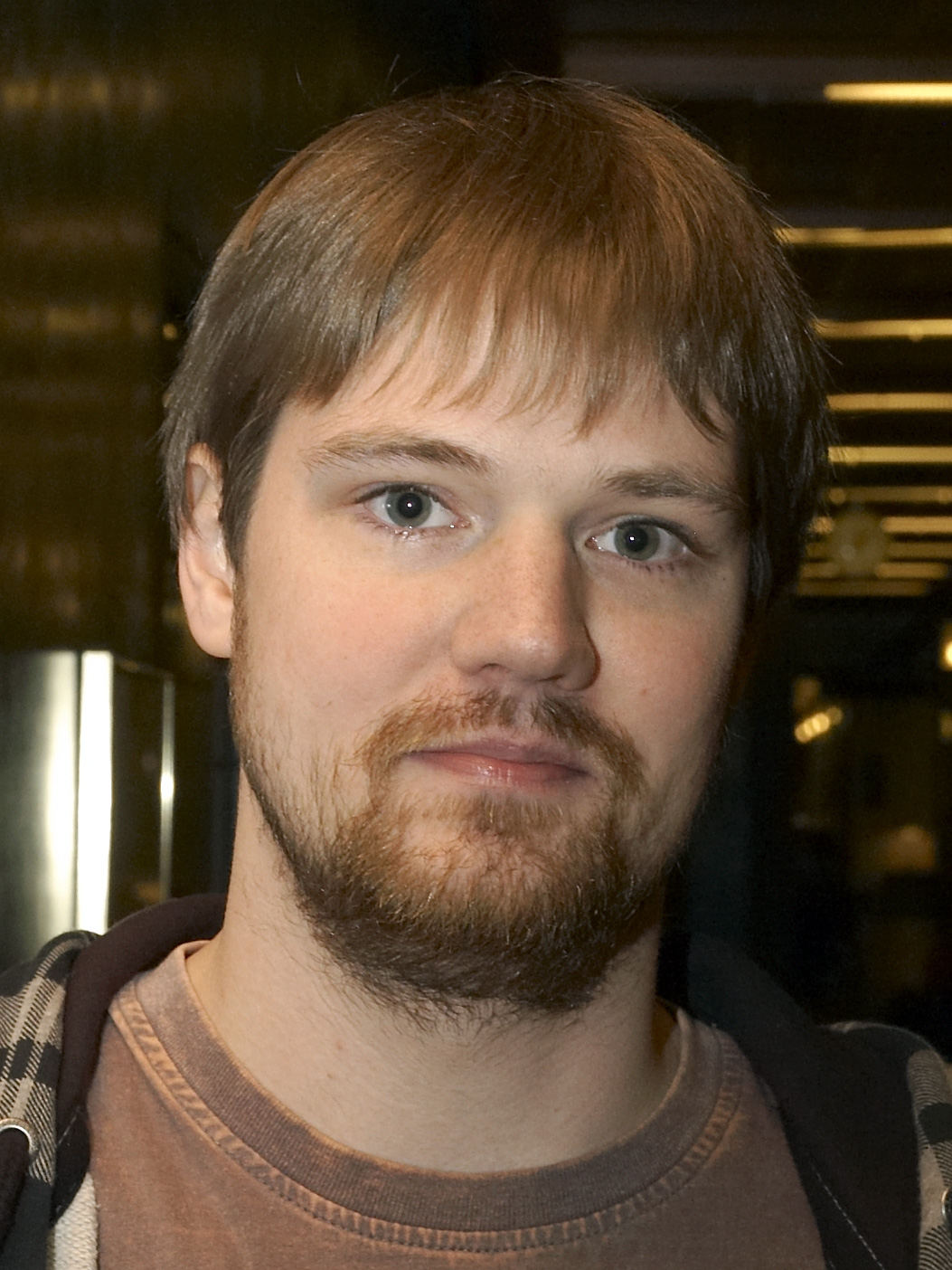
Fredrik Neij, Mitgründer von The Pirate Bay

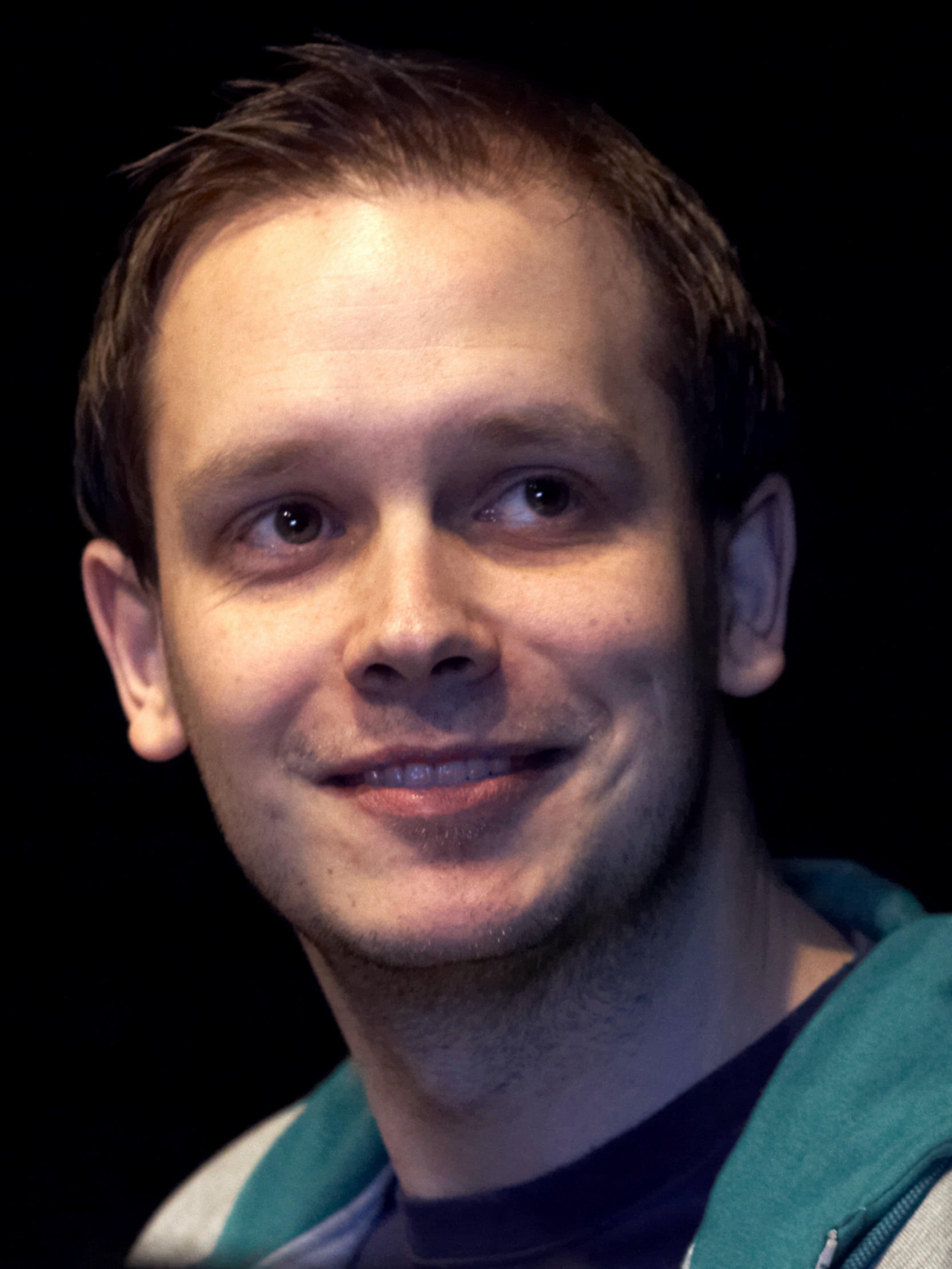
Peter Sunde, Mitgründer von The Pirate Bay und Flattr

Die Betreiber von Pirate Bay Fredrik Neij, Gottfrid Svartholm Warg, Peter Sunde Kolmisoppi und Carl Lundström wurden am 17. April 2009 in Stockholm erstinstanzlich wegen Beihilfe zur Verletzung des Urheberrechts zu einjährigen Haftstrafen und zu Schadensersatzleistungen in Höhe von 30 Millionen Kronen (2,74 Millionen Euro) an verschiedene Musik- und Filmunternehmen verurteilt. Die Angeklagten legten gegen das Urteil Berufung ein, unter anderem wegen Befangenheit des zuständigen Richters. Im Berufungsverfahren wurden die Haftstrafen von Lundström, Sunde und Neij am 26. November 2010 reduziert, die Gottfrid Svartholms jedoch blieben. Im Gegenzug dazu wurden allerdings die Schadensersatzleistungen auf 46 Millionen Kronen (knapp 5 Millionen Euro) erhöht. Gottfrid Svartholm setzte sich daraufhin ab und wurde bis zu seiner Ergreifung in Kambodscha im Jahr 2012 international gesucht.
Das Urteil gegen die Betreiber von The Pirate Bay führte dazu, dass die Schwedische Piratenpartei einen massiven Mitgliederzuwachs von 3000 Menschen in wenigen Stunden erfuhr, was sie laut eigenen Angaben damals zu einer der größten Parteien Schwedens machte. Außerdem demonstrierten in Stockholm etwa 1000 überwiegend junge Menschen gegen das Urteil.
Aus Protest gegen das Urteil fanden DDoS-Attacken auf die Websites der Musikindustrie (IFPI) und ihrer Anwälte statt.

### Gerichtliche Verfügung am 24. August 2009
Auf Anweisung eines Stockholmer Bezirksgerichts trennte der schwedische Provider Black Internet die Internetanbindung der Website am 24. August 2009.
Die mit einer Androhung eines Bußgeldes von 500.000 schwedischen Kronen (rund 49.000 Euro) bewehrte Anweisung sei so lange in Kraft, bis der Pirate-Bay-Fall in letzter Instanz entschieden sei. Am Tag darauf war TPB bereits wieder erreichbar, da die Betreiber auf eine derartige Maßnahme vorbereitet waren; der Provider Black Internet hingegen wurde zum Ziel einer Attacke.

### Abschaltung des Trackers
Am 16. November 2009 wurde der BitTorrent-Tracker von Pirate Bay abgeschaltet. Bereits im Vorfeld wurden alternative Strukturen aufgebaut und der Schwarm dezentralisiert. Die Betreiber schrieben dazu:

“Now that the decentralized system for finding peers is so well developed, TPB has decided that there is no need to run a tracker anymore, so it will remain down! It’s the end of an era, but the era is no longer up2date.”

„Weil das dezentrale System so gut funktioniert, hat TPB entschieden, dass keine Notwendigkeit mehr für einen Tracker besteht und dieser somit offline bleiben wird. Das ist das Ende einer Ära, aber die Ära ist nicht mehr aktuell.“

### Einstweilige Verfügung am 13. Mai 2010
Der internationale Verband der Filmindustrie (Motion Picture Association, MPA) hat am 6. Mai 2010 beim Landgericht Hamburg eine einstweilige Verfügung gegen den Dienstleister CB3ROB erwirkt, welcher den Datenverkehr von The Pirate Bay durchleitete. Der Dienstleister stellte die Durchleitung daraufhin ein, die Seite war jedoch am darauffolgenden Tag über einen Provider in der Ukraine wieder erreichbar. Am 18. Mai 2010 gab die schwedische Piratenpartei bekannt, der neue Host von The Pirate Bay zu sein.

### Blockaden in Ländern

#### Argentinien
Die Sperre wurde vom Gesetzgeber am 30. Juni 2014 verfügt.

#### Belgien
Einem jahrelangen Rechtsstreit folgend wurden im Oktober 2011 elf The-Pirate-Bay-Domains gesperrt. Im April 2012 wurden zwei weitere Domains (depiraatbaai.be und baiedespirates.be), über die The Pirate Bay erreichbar war, blockiert.

#### China
Nach Sperren in den Jahren 2008 und 2012 bis November 2013 war die Website für einige Zeit von China aus erreichbar, ist aktuell aber wieder gesperrt.

#### Dänemark
Als Folge eines Rechtsstreits, der noch bis 2010 andauerte, wurde die Website 2008 blockiert.

#### Finnland
Seit Januar 2012 wird The Pirate Bay von Elisa Oyj, einem der großen Internetprovider des Landes, per IP-Sperre geblockt. Die Firma folgte damit einem gerichtlichen Urteil von 2011, das 2012 bestätigt wurde.

#### Indien
Mehrere Internet-Provider setzten im Mai 2012 eine gerichtliche Anordnung zur Sperre um. Im Juni 2012 wurde die Sperre aufgehoben, als das Gericht erläuterte, die Sperre dürfe nur für urheberrechtlich geschützte Inhalte, nicht aber für legal tauschbare Inhalte gelten.
Im Juli 2014 wurde The Pirate Bay blockiert, um die illegale Verbreitung von Spielen der Fußballweltmeisterschaft 2014 zu verhindern.

#### Indonesien
Die Website wird von zahlreichen Internet-Providern blockiert.

#### Iran
The Pirate Bay wird blockiert.

#### Irland
Nach jahrelangem Rechtsstreit wird The Pirate Bay seit Juni 2013 von mehreren großen Internet-Providern blockiert.

#### Italien
Von Mitte August bis Ende September 2008 war die Domain und die IP-Adresse von ThePirateBay.org in Italien gesperrt. Angeordnet wurde die Sperre von einem Gericht in Bergamo, das auf Drängen von Staatsanwalt Giancarlo Mancusi handelte. Die Inhaber von The Pirate Bay beschuldigten den damaligen italienischen Premierminister und Medienmogul Silvio Berlusconi der direkten Einmischung in die Schließung, da sich sein Medienkonzern in direkter Konkurrenz mit dem Internetangebot befände.
Seit Mitte Februar 2010 ist ThePirateBay.org von Italien aus wieder nicht erreichbar. Das geht erneut auf ein Urteil des Überprüfungsgerichts von Bergamo zurück. Das Gericht bestätigte die Blockierung der Seite wegen Verletzung des Urheberrechts.

#### Malaysia
Im Juni 2011 ordnete der Gesetzgeber die Sperre von The Pirate Bay an.

#### Niederlande
Im Januar 2012 wurden zwei, im Mai 2012 fünf weitere Internet-Provider gerichtlich verpflichtet, den Zugang zu The Pirate Bay per Domain- und IP-Sperren zu verhindern.
Im Januar 2014 wurden die Sperren aufgehoben.

#### Österreich
Laut Urteil des Obersten Gerichtshofes vom 1. August 2014 ist es legal, Netzsperren gegen Urheberrechtsverletzungen zu verhängen. Der Verein für Antipiraterie forderte daraufhin die Provider auf, u. a. The Pirate Bay zu blockieren. Die Provider haben daraufhin begonnen, Internetseiten per DNS zu sperren.

#### Polen
The Pirate Bay wird blockiert.

#### Saudi-Arabien
Seit April 2014 wird die Website auf Anordnung des Königshauses blockiert.

#### Spanien
Im Januar 2015 ordnete das spanische Innenministerium die Blockierung von The Pirate Bay auf nationaler Ebene an. Seit dem 29. März 2015 ist die Seite durch alle Internetanbieter auf mehreren URLs geblockt.

#### Vereinigtes Königreich
Seit Mai 2012 wird The Pirate Bay blockiert.

## Angebliche Förderung durch Rechtspopulisten
Ende April 2007 wurde in der schwedischen Talkshow Bert auf dem Sender TV8 nach Gerüchten behauptet, dass The Pirate Bay von dem Rechtspopulisten Carl Lundström finanziert werde. Deren Sprecher Tobias Andersson äußerte außerdem missverständlich: „Ohne die Unterstützung von Carl Lundström hätte Pirate Bay nicht starten können.“
The Pirate Bay wies die Vorwürfe jedoch zurück. In einem Interview erklärte der Mitgründer Peter Sunde, dass die Förderung durch seinen ehemaligen Chef und Wasa-Erben Lundström in einem rabattierten Vertrag für Bandbreite und Serverkapazität zu Beginn des Betriebs von Pirate Bay bestand.

## BuySealand
Seit Januar 2007 sammelte The Pirate Bay Geld für den Kauf der Mikronation Sealand, um darauf Filesharing zu legalisieren. Bereits nach drei Tagen gingen über 17.000 Dollar an Spendengeldern ein. „Fürst Michael Bates“ von Sealand erklärte allerdings im Februar 2007, nicht an die schwedischen Interessenten verkaufen zu wollen. Einerseits könnten sich die Interessenten den von ihm veranschlagten Preis von 750 Mio. Euro nicht leisten, andererseits betonte der „Fürst“ auch, dass die Schweden gegen internationales (Urheber-)Recht verstoßen würden und dies kein angestrebter Nutzungszweck für Sealand sei. Der Website zufolge wird anscheinend auf Plan B umgeschwenkt, in dem der Kauf einer Insel vorgesehen ist.

## BAYIMG
BAYIMG (zu Deutsch etwa Bucht der Bilder / Bilderbucht) ging als neuestes Projekt der Macher von The Pirate Bay im Juni 2007 an die Öffentlichkeit. BAYIMG ist eine Website, auf der kostenlos Bilder gehostet werden können.
Knapp 140 verschiedene Bild-Dateiformate können per Webbrowser hochgeladen und mit Tags genannten Schlagwörtern näher gekennzeichnet und kategorisiert werden, um später eine Suche und Filterung anhand der Tags zu ermöglichen. Ferner können auch komprimierte Archivdateien (ZIP und RAR) hochgeladen werden, die BAYIMG automatisch entpackt, indiziert und dann als digitale Fotoalben online präsentiert.
Ein weiteres Merkmal ist das Dateigrößenlimit von 100 Megabyte, was im Zeitalter von Multimegapixel-Digitalkameras eine enorme Verbesserung gegenüber vielen anderen Grafik-Hostern ist. Bilder und Fotoalben können mit einem selbst wählbaren Löschcode später auch wieder entfernt werden.
Im Zuge der im Juni 2007 neu eingeführten Benutzerregeln von Flickr für einige seiner internationalen Benutzer gewann das BAYIMG-Projekt an Attraktivität. BAYIMG wirbt mit einer (fast) absoluten Zensurfreiheit und ist bereit, alle Bilderarten zu hosten, die nach schwedischem Recht legal sind.